# Fédération nationale des déportés et internés résistants et patriotes
La Fédération nationale des déportés et internés résistants et patriotes (FNDIRP), créée en 1945, rassemble toutes les catégories de victimes du nazisme et de ses complices de la collaboration : déportés, internés, combattants de la résistance, persécutés au nom d’une idéologie raciste, exilés, patriotes résistants à l’occupation (PRO) et leurs descendants, familles de disparus, de fusillés, de massacrés. Elle représente la principale association de déportés.

## Historique
La Fédération nationale des déportés et internés résistants et patriotes est une association loi de 1901, proche du Parti communiste français (PCF), fondée en octobre 1945, cinq mois après la victoire sur le nazisme, par le colonel Henri Manhès — adjoint de Jean Moulin, déporté à Buchenwald et compagnon de route du PCF — et Marcel Paul, ministre communiste du général de Gaulle, déporté à Auschwitz et Buchenwald, membre du PCF.
En 1945, les déportés survivants rentrent des camps nazis. La France est libérée depuis plusieurs mois et pour l’opinion publique, mal préparée à accueillir les déportés, réaliser l’horreur des camps nazis est insupportable. Il devient  nécessaire de créer une association regroupant tous les déportés et les internés, tournée vers l’entraide et porteuse de l’héritage de ceux qui, dans les camps nazis, faisaient le serment de témoigner au nom de ceux qui n’en reviendraient pas. La FNDIRP plonge ainsi ses racines dans les crimes sans précédent du nazisme. Le premier congrès fondateur, est celui de la Fédération nationale des déportés et internés politiques (FNDIP) qui s’est tenu en octobre 1945. Ce n’est qu’en janvier 1946 qu’elle prend le nom de Fédération nationale des déportés et internés résistants et patriotes.
En 1950, la FNDIRP connaît une crise interne, marquée par le départ de nombre de ses membres. Ces derniers protestent contre le militantisme communiste et prosoviétique de sa direction. Ils dénoncent également l'attitude de la FNDIRP dans « l'affaire David Rousset » (la FNDIRP ayant participé à la campagne contre David Rousset). Les membres démissionnaires de la FNDIRP fondent la même année l'Union nationale des associations de déportés, internés et familles de disparus (UNADIF).
La FNDIRP témoignera dans plusieurs procès pour obtenir la condamnation d’auteurs de crime contre l’humanité. Marie-Claude Vaillant-Couturier, rescapée d’Auschwitz et de Ravensbrück et Maurice Lampe, ancien de Mauthausen, représentent la FNDIRP au procès de Nuremberg. La FNDIRP s’est portée partie civile dans les trois grands procès pour crime contre l’humanité instruits en France, ceux de Klaus Barbie, Paul Touvier et Maurice Papon. Un de ses combats sera de refuser la distinction entre déportés ou internés politiques et déportés ou internés résistants.

## Activités
La FNDIRP développe depuis 1945 de multiples activités sociales.

### Activités sociales
Le dispensaire Alice-Grosperrin : le centre de diagnostic du 10, rue Leroux à Paris dans le 16e arrondissement devient dispensaire en 1946 et prend le nom d’Alice Grosperrin que peu de personnes connaissent. Résistante, arrêtée en même temps que son mari qui a été fusillé au Mont-Valérien, elle est internée jusqu’à la Libération. Elle a fait partie du comité parisien des centres d’entraide et a dirigé le service social du dispensaire jusqu’à sa disparition en 1949. La Fédération comptait dans ses rangs de nombreux médecins déportés qui, après avoir soigné leurs camarades dans les établissements médicaux destinés aux détenus des camps, continuèrent leur mission au dispensaire, où ils furent onze médecins déportés sur quinze. Ils connaissaient les pathologies liées à la déportation et étaient plus aptes à soigner les patients. C’était au dispensaire que venaient les nombreux tuberculeux en recherche d’un lit en sanatorium, les infirmes à la suite des sévices et, comme il n’y avait pas de cellules psychologiques, les malades qui recherchaient un appui moral.
La propriété que possédait la FNDIRP à Fleury-Mérogis, réunissait dans un même lieu, trois établissements qui témoignent de l’action médico-sociale de la Fédération et qui sont nommés en l'honneur de trois personnalités de la résistance et de la déportation : le centre Jean-Moulin, la clinique Frédéric-Henri-Manhès et la maison de retraite Marcel-Paul. Elle est devenue la propriété de l'Union des mutuelles d’Île-de-France (UMIF).

#### Centre Jean-Moulin
Le centre Jean-Moulin, créé par la FNDIRP, est inauguré en 1948. Ce centre accueillait les anciens déportés atteints de séquelles de la déportation et de l’internement. Il avait pour objectif la réadaptation professionnelle en postcure sanatoriale. Le centre est installé dans un parc de dix-huit hectares à Fleury-Mérogis, regroupant le château, le club, les ateliers et les dépendances. Le château abrite les services médicaux et le logement des pensionnaires. Les ateliers proposent une formation professionnelle variée. Le club se composait d’une bibliothèque, d'une salle de spectacle, d'une salle de jeux, d'une coopérative et un bar.

#### Clinique Henri-Manhès
La clinique Frédéric-Henri-Manhès, est inaugurée le 30 octobre 1965 dans la propriété de Fleury-Mérogis dans le cadre du vingtième anniversaire de la libération des camps. Elle doit son nom à Henri Manhès, coprésident fondateur de la Fédération mort en 1959. La spécificité de cette clinique provenait des travaux de l’équipe du Dr Fichez, membre du bureau national de la FNDIRP qui rappelait que la longévité moyenne des déportés est de dix ans inférieure à celle du reste de la population. La FNDIRP entendait permettre « aux survivants de survivre » et présentait la clinique comme le « centre national de santé des déportés et internés ».

#### Maison de retraite Marcel-Paul
La maison de retraite Marcel-Paul, continuité de l’esprit d’entraide et de solidarité, est inaugurée le 10 avril 1985 pour le quarantième anniversaire de la libération des camps et porte le nom de Marcel Paul, coprésident fondateur de la Fédération, mort en 1982.

### Activités mémorielles
La FNDIRP participe au concours national de la résistance et de la déportation, à la remise d'un prix universitaire (Marcel-Paul) ; elle participe à l'écriture du message des déportés lu le dernier dimanche d'avril lors des commémorations de la journée des héros et victimes de la déportation. La FNDIRP ne cesse d'apporter sous toutes ses forme les témoignages des victimes, elle édite un grand nombre d'ouvrages de qualité sur la Seconde Guerre mondiale, elle travaille à la préservation des sites et à la lutte contre les négationnistes.

### Activités judiciaires et juridiques
La FNDIRP s'est constituée partie civile dans les procès intentés pour crimes contre l'humanité ou contre les tentatives négationnistes, droit à réparation sans discrimination pour les victimes, pour les conjoints et les orphelins.

### Activités internationales
La FNDIRP contribue aux efforts de paix, de désarmement et de développement. Elle a mené avec succès une campagne l'eau c'est la vie, moins pour l'armement, plus pour le développement, le financement de puits, d'un barrage, d'une maternité au Burkina Faso, le financement de prothèses destinées aux petites victimes angolaises des mines antipersonnel et remis 350 000 Francs au comité international de la Croix-Rouge en 1996.

## Membres
Dans la continuité des valeurs de la Résistance et du Conseil national de la Résistance (CNR), la FNDIRP rassemble toutes les catégories de victimes du nazisme et de ses complices collaborationnistes : combattants de l'ombre, résistants, internés, déportés, hommes et femmes persécutés au nom d'une idéologie raciste, exilés, patriotes résistants à l'occupation (PRO), familles de disparus, de fusillés, de massacrés ainsi que les descendants, les familles et amis des victimes du nazisme.

## Direction
- Présidentes : Anita Baudouin, Frania Eisenbach Haverland.
- Président-délégué : Alain Rivet
- Vice-président : Roger Montagner.
- Secrétaire générale : Jocelyne Martinet
- Secrétaires-adjoints : Gérard Jaunet, Pierre Chéret.
- Trésorier : Marie Le Cœur.
- Comité d'honneur : Serge Wourgaft, Mireille Jourdan, Gabrielle Genevésio.

## Actions
La FNDIRP a choisi de mener ses actions dans l’unité, sans discrimination. Elle s’interdit toute activité politique ou confessionnelle et affirme son indépendance à l’égard des pouvoirs publics. L’action sociale est un élément dynamique et efficace de la Fédération. La santé précaire des rescapés nécessitait des soins d’urgence et tout devait être mis en œuvre pour les aider à survivre et à reprendre goût à la vie. L’activité d’accueil, de soin, d’entraide, que la FNDIRP a mise au service des déportés et de leur famille est considérable. C'est une association ouverte vers l'extérieur : 
- par le champ d'action de ses commissions qui conduisent de multiples initiatives dans de nombreux domaines (affaires internationales, actions mémorielles, communication, vie de la fédération, actions juridique et médico-sociale) ;
- par une activité éditoriale régulière :
  - Le Patriote Résistant, mensuel dont le lectorat s'élargit au-delà des victimes et qui traite de questions d'actualité,
  - édition de livres ou de documents fondamentaux ;
- par son exposition La seconde guerre mondiale, de ses prémices au procès de Nuremberg réalisée par Alexandra Rollet dans un but pédagogique placée dans tous les lieux éducatifs, scolaires, culturels et dans les médiathèques ;
- par son site internet (actualités de la FNDIRP, du patriote résistant, témoignages, carte des camps nazis et dossiers d'informations sur ces camps, information CNRD, boutique , etc.) ;
- par de nombreuses actions avec les enseignants et les historiens, les jeunes, les journalistes, les collectivités territoriales et d'autres associations ;
- par ses organisations locales et départementales (ADIRP), par les divers services de son siège social (secrétariat général, rédaction et abonnement au Patriote Résistant, édition, caisse de solidarité-décès, service juridique, documentation).

En 1990, avec l'UIMF la FNDIRP a créé la Fondation pour la mémoire de la déportation (FMD), appelée à relayer les associations à leur disparition. Reconnue d’utilité publique, elle a reçu le haut patronage du Président de la République.
La FNDIRP est un réseau associatif de bénévoles, assistés d'une équipe de salariés motivés au service de la mémoire et de la vigilance, dont les ressources sont constituées de cotisations, de dons, de legs et de différents produits d'édition (livres, calendriers , etc.).

### Publications
Depuis 1946, la FNDIRP publie un journal national, Le Patriote Résistant d'abord bimensuel puis mensuel. La FNDIRP a édité un recueil intitulé À bâtons rompus, incluant des entretiens réalisés dans le journal avec Henry Bulawko, John William, Gilles Perrault, Pierre Perret, Marie-Jo Chombart de Lauwe ou encore Anise Postel Vinay.